# Малий Поточець
Малий Поточець (хорв. Mali Potočec) — населений пункт у Хорватії, у Копривницько-Крижевецькій жупанії у складі міста Крижевці.

## Населення
Населення за даними перепису 2011 року становило 169 осіб.
Динаміка чисельності населення поселення: